# Jules e Gédéon Naudet
Jules Clément Naudet (Parigi, 26 aprile 1973) e  
Thomas Gédéon Naudet (Parigi, 27 marzo 1970) sono due registi francesi, famosi per essere stati testimoni oculari dell'impatto del volo American Airlines 11 contro la Torre Nord del World Trade Center avvenuto l'11 settembre 2001.

## Biografia
Nel 1989 si trasferiscono da Parigi a New York. Qui frequentano la Scuola cinematografica dell'Università di New York, dove si laureano entrambi nel 1995.

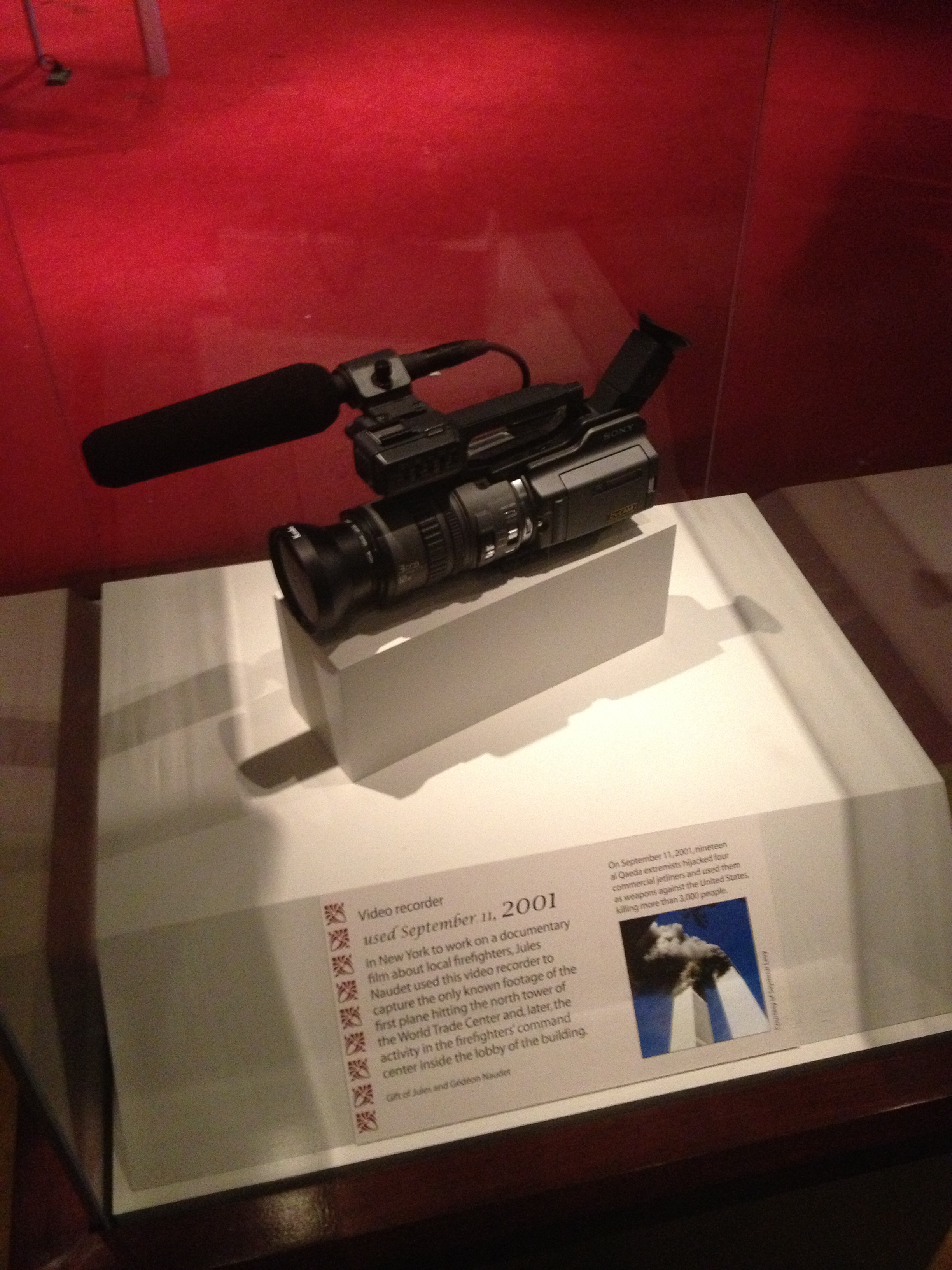
La videocamera di Jules Naudet esposta al Museo Nazionale dell'11 settembre

Nel 2000, i due fratelli girano il loro primo film, Hope, Gloves and Redemption, sui giovani pugili ispanici del Bronx. Il film ottiene un notevole apprezzamento della Giuria del New York International Independent Film and Video Festival del 2000.
Nel 2001, realizzano un documentario sui vigili del fuoco di New York, seguendo in particolare la "matricola" Antonios "Tony" Benetatos, dal suo addestramento in accademia fino ai primi giorni di lavoro. La mattina dell'11 settembre 2001, Jules Naudet sta riprendendo un intervento dei vigili per una sospetta perdita di gas tra Church Street e Lispenard Street (40°43′12″N 74°00′13.7″W), quando con la sua telecamera inquadra il volo AA11 mentre si schianta contro la Torre Nord.
Assieme alle riprese dell'operatore ceco Pavel Hlava e al video di Wolfgang Staehle, la registrazione di Jules Naudet è l'unica testimonianza visiva dell'impatto del velivolo.
Il video mostra poi numerose immagini delle prime fasi dei soccorsi all'interno dell'atrio della Torre Nord, testimoniando anche le reazioni dei soccorritori al momento del crollo della Torre Sud e la successiva evacuazione.
Proprio sulla registrazione, alcuni teorici del complotto hanno ipotizzato che in realtà i fratelli Naudet fossero già a conoscenza degli attentati e che la loro presenza lì non fosse del tutto casuale. L'ipotesi si fonderebbe sul modo - da alcuni giudicato "sospetto" - con cui Jules è riuscito a catturare gli ultimi istanti del volo, prima che si schiantasse.
Lo spezzone è al centro anche di una polemica giudiziaria fra la compagnia Louder than Words, produttrice del documentario "cospirazionista" Loose Change e i fratelli Naudet, che lamentano una violazione del diritto d'autore nell'uso delle ormai famose immagini dello schianto.
A partire dal 2004, i Naudet sono impegnati nella lavorazione di un nuovo film, Seamus, incentrato sul raggiungimento della maggiore età. Il progetto vede la collaborazione alla sceneggiatura dell'amico attore, regista e sceneggiatore (nonché ex-vigile del fuoco) statunitense James Hanlon.

## Film
- Hope, Gloves and Redemption (2000)
- 9/11 (2002)